# Cnidus pallida
Cnidus pallida är en insektsart som beskrevs av Synave 1959. Cnidus pallida ingår i släktet Cnidus och familjen vedstritar. Inga underarter finns listade i Catalogue of Life.